# Ringer
Ringer è una serie televisiva statunitense prodotta dal 2011 al 2012.
Lo show, prodotto e interpretato da Sarah Michelle Gellar, vede al centro delle vicende Bridget, una spogliarellista tossicodipendente che, testimone di un omicidio, si nasconde assumendo l'identità della ricca sorella gemella Siobhan, per scoprire che la sua apparente vita perfetta è tanto pericolosa quanto quella dalla quale cerca di fuggire.
La serie è stata trasmessa in prima visione negli Stati Uniti da The CW dal 13 settembre 2011. Il 12 ottobre successivo, il canale ha poi ordinato una stagione completa della serie, di 22 episodi. L'11 maggio 2012 il network ha annunciato la cancellazione della serie al termine della prima stagione. In Italia la serie è stata trasmessa su Rai 2 dal 27 maggio al 22 luglio 2012, dopo che la RAI ne aveva acquisito i diritti nel dicembre 2011.

## Trama
Bridget Kelly è una spogliarellista tossicodipendente. La donna viene messa sotto la protezione dell'agente dell'FBI Victor Machado dopo aver accettato di testimoniare contro il suo aguzzino, il malavitoso Bodaway Macawi, che ha commesso un omicidio. Temendo per la sua stessa vita, in quanto unica testimone, Bridget fugge a New York per ricongiungersi con la ricca sorella gemella Siobhan.
Poco dopo il suo arrivo a New York, Siobhan, che ha tenuto segreta l'esistenza di Bridget alla sua famiglia, si suicida gettandosi in mare. Bridget assume l'identità di sua sorella e cerca di integrarsi alla perfezione nella sua apparente vita perfetta, spacciandosi per Siobhan col marito Andrew, la figliastra Juliet, la migliore amica Gemma e il marito di quest'ultima, Henry, con il quale Siobhan aveva una relazione segreta. L'unica persona che sa di quanto sta capitando è Malcolm Ward, lo sponsor di Bridget. Quest'ultima, che credeva di poter essere al sicuro nella vita di sua sorella, scopre esattamente di trovarsi al punto di partenza, visto che qualcuno desidera ardentemente la morte di Siobhan.

## Personaggi e interpreti

### Personaggi principali
- Bridget Kelly/Siobhan Martin, interpretate da Sarah Michelle Gellar, doppiate da Barbara De Bortoli.
- Henry Butler, interpretato da Kristoffer Polaha, doppiato da Francesco Bulckaen.
- Andrew Martin, interpretato da Ioan Gruffudd, doppiato da Angelo Maggi.
- Agente Speciale dell'FBI Victor Machado, interpretato da Nestor Carbonell, doppiato da Francesco Prando.
- Malcolm Ward, interpretato da Mike Colter, doppiato da Enrico Di Troia.

### Personaggi secondari
- Gemma Arbogast-Butler, interpretata da Tara Summers, doppiata da Alessandra Korompay.
- Olivia Charles, interpretata da Jaime Murray, doppiata da Pinella Dragani.
- Juliet Martin, interpretata da Zoey Deutch, doppiata da Joy Saltarelli.
- Bodaway Macawi, interpretato da Zahn McClarnon, doppiato da Roberto Draghetti.
- Tyler Barrett, interpretato da Justin Bruening, doppiato da Fabrizio Picconi.
- Detective Jimmy Kemper, interpretato da Darren Pettie.
- Charlie Young/John Delario, interpretato da Billy Miller, doppiato da Fabio Boccanera.
- Prof. Carpenter, interpretato da Jason Dohring.
- Catherine Martin, interpretata da Andrea Roth.
- Tessa Banner, interpretata da Gage Golightly, doppiata da Gemma Donati.
- Doug Cupertino, interpretato da Chris Elwood.
- Tim Arbogast, interpretato da Gregory Harrison.
- Solomon Vessida, interpretato da Sean Patrick Thomas.
- Dylan Morrison, interpretato da Misha Collins, doppiato da Fabrizio Pucci.

## Episodi
| Stagione       | Episodi | Prima TV USA | Prima TV Italia |
| -------------- | ------- | ------------ | --------------- |
| Prima stagione | 22      | 2011-2012    | 2012            |